# Ice Ice Baby
Ice Ice Baby ist ein Lied des US-amerikanischen Rappers Vanilla Ice. Der Song ist die zweite Singleauskopplung seines ersten Studioalbums To the Extreme und wurde am 2. Juli 1990 veröffentlicht. Ice Ice Baby ist mit Abstand das bekannteste und erfolgreichste Lied des Künstlers sowie einer der ersten Rapsongs, der Platz 1 der US-amerikanischen Billboard Hot 100 erreichte. Das Stück machte Vanilla Ice zu einem der ersten kommerziell erfolgreichen weißen Rapper.

## Inhalt
In Ice Ice Baby preist Vanilla Ice vor allem sich selbst, sein Talent und seine Musik. Der Text enthält einige Wortspiele, Vergleiche und Metaphern, wobei Vanilla Ice unter anderem über Reichtum, Frauen und Waffen rappt sowie andere, nicht genannte Rapper angreift. Der Refrain wurde textlich einer Szene aus dem Film School Daze des Regisseurs Spike Lee aus dem Jahr 1988 entnommen.

“Flow like a harpoon daily and nightly

Will it ever stop? Yo I don’t know

Turn off the lights and I’ll glow

To the extreme, I rock a mic like a vandal

Light up a stage and wax a chump like a candle”

## Produktion
Vanilla Ice produzierte den Song selbst und verwendete für die eingängige Melodie ein Sample der Basslinie des Liedes Under Pressure von der britischen Band Queen und dem Sänger David Bowie aus dem Jahr 1981. Somit sind neben Vanilla Ice und weiteren Songwritern, in späteren Veröffentlichungen, auch die Mitglieder von Queen sowie David Bowie als Autoren angegeben.

## Musikvideo
Bei dem zu Ice Ice Baby gedrehten Musikvideo führte der Regisseur Greg Synodis Regie. Es verzeichnet auf YouTube über 627 Millionen Aufrufe (Stand August 2025).
Das Video zeigt Vanilla Ice, der zum Song in einer schwach-beleuchteten Halle bzw. nachts auf dem Dach eines Gebäudes tanzt und rappt. Dabei wird er von anderen Männern begleitet, die ebenfalls synchron tanzen. Weitere Szenen zeigen ihn rappend vor einer Wand voller Graffiti oder in einem Cabrio durch die Straßen fahrend und junge Frauen grüßend.

## Single

### Covergestaltung
Das Singlecover ist schlicht gehalten und zeigt das Logo von Vanilla Ice in Schwarz und Hellgrün sowie den Titel Ice Ice Baby in großen, hellgrünen Buchstaben auf rotem Hintergrund.

### Titellisten
Standard-Version
1. Ice Ice Baby (Club-Mix) – 5:02
2. Ice Ice Baby (Radio-Mix) – 4:28
3. Ice Ice Baby (Radio-Mix Edit) – 3:49

Remix-Version
1. Ice Ice Baby (Miami-Drop-Mix) – 5:00
2. Ice Ice Baby (Acapella-Mix) – 3:49
3. Ice Ice Baby (Miami-Drop-Mix Instrumental) – 4:58
4. Play That Funky Music (Acapella-Mix) – 4:36

### Chartplatzierungen
Ice Ice Baby stieg am 5. November 1990 auf Platz 43 in die deutschen Charts ein und erreichte vier Wochen später mit Rang 2 die höchste Position, auf der es sich fünf Wochen lang hielt. Insgesamt konnte sich der Song 24 Wochen in den Top 100 halten, davon 13 Wochen in den Top 10. In den deutschen Jahrescharts 1991 belegte die Single Platz 7. Besonders erfolgreich war das Lied in den Vereinigten Staaten, im Vereinigten Königreich, in den Niederlanden, Belgien, Australien und Neuseeland, wo es jeweils die Chartspitze belegte. Ebenfalls die Top 10 erreichte der Song unter anderem in der Schweiz, in Norwegen, Österreich, Schweden und Frankreich.
| ChartsChartplatzierungen       | Höchstplatzierung | Wochen |
| ------------------------------ | ----------------- | ------ |
| Deutschland (GfK)              | 2 (24 Wo.)        | 24     |
| Österreich (Ö3)                | 3 (16 Wo.)        | 16     |
| Schweiz (IFPI)                 | 2 (19 Wo.)        | 19     |
| Vereinigte Staaten (Billboard) | 1 (21 Wo.)        | 21     |
| Vereinigtes Königreich (OCC)   | 1 (15 Wo.)        | 15     |

| ChartsJahrescharts (1990)      | Platzierung |
| ------------------------------ | ----------- |
| Vereinigte Staaten (Billboard) | 45          |
| Vereinigtes Königreich (OCC)   | 8           |

| ChartsJahrescharts (1991)    | Platzierung |
| ---------------------------- | ----------- |
| Deutschland (GfK)            | 7           |
| Österreich (Ö3)              | 22          |
| Schweiz (IFPI)               | 9           |
| Vereinigtes Königreich (OCC) | 67          |

### Auszeichnungen für Musikverkäufe
Ice Ice Baby wurde noch im Erscheinungsjahr für mehr als 250.000 Verkäufe in Deutschland mit einer Goldenen Schallplatte ausgezeichnet. In den Vereinigten Staaten erhielt der Song 1990 für über eine Million verkaufte physische Einheiten eine Platin-Schallplatte, während die später veröffentlichte Download-Version für mehr als 500.000 Verkäufe im Jahr 2005 Gold-Status erreichte.

| Land/Region                  | Auszeichnungen für Musikverkäufe (Land/Region, Auszeichnung, Verkäufe) | Verkäufe  |
| ---------------------------- | ---------------------------------------------------------------------- | --------- |
| Australien (ARIA)            | Platin                                                                 | 70.000    |
| Deutschland (BVMI)           | Gold                                                                   | 250.000   |
| Kanada (MC)                  | Gold                                                                   | 50.000    |
| Neuseeland (RMNZ)            | 2× Platin                                                              | 60.000    |
| Niederlande (NVPI)           | Platin                                                                 | 100.000   |
| Österreich (IFPI)            | Gold                                                                   | 25.000    |
| Schweden (IFPI)              | Gold                                                                   | 25.000    |
| Vereinigte Staaten (RIAA)    | Platin (physisch) · + Gold (digital)                                   | 1.500.000 |
| Vereinigtes Königreich (BPI) | Platin                                                                 | 600.000   |
| Insgesamt                    | 5× Gold · 6× Platin ·                                                  | 2.680.000 |

Hauptartikel: David Bowie/Auszeichnungen für Musikverkäufe
Bei den Grammy Awards 1991 wurde Ice Ice Baby in der Kategorie Best Rap Solo Performance nominiert, unterlag jedoch dem Song U Can’t Touch This von MC Hammer.